# North Esk River
Der North Esk River ist ein Fluss im Nordosten des australischen Bundesstaates Tasmanien.

## Geografie

### Flusslauf
Der etwas mehr als 86 Kilometer lange North Esk River entspringt im Northallerton Valley an den Nordhängen des Ben Nevis, eines Berges in der North Esk Forest Reserve, rund 38 Kilometer östlich von Launceston. Von dort fließt er zunächst nach Südwesten bis zur Kleinstadt Upper Blessington. Dort wendet er seinen Lauf nach Westen und durchfließt die Siedlung White Hills südöstlich von Launceston. Von dort fließt er durch die südöstlichen Außenbezirke der Großstadt und bildet im Stadtzentrum zusammen mit dem South Esk River den Tamar River.
Auf seinem Weg durch die Stadt durchfließt er den Old Seaport, eine ehemalige Hafenanlage, die heute eine Touristenattraktion ist. Unterhalb der Hoblers Bridge beginnt das Ästuar des Flusses. Oft überflutet der North Esk River die östlichen Vororte von Launceston.

### Nebenflüsse mit Mündungshöhen
Nebenflüsse des North Esk River sind:
- Beckett Creek – 447 m
- Ford River – 399 m
- Pig Run Creek – 377 m
- River O'Plain Creek – 371 m
- Burns Creek – 359 m
- Musselboro Creek – 353 m
- Weavers Creek – 296 m
- St. Patricks River – 217 m
- Tea-Tree Creek – 186 m
- Rose Rivulet – 23 m

## Geschichte
Die Geschichte des North Esk River ist fast schon vergessen. Ost- und Westufer wimmelten früher von Strauchdieben und Aborigines, die laufend die Siedler in der Gegend angriffen.
Weiter flussaufwärts, an der ersten nennenswerten Flussbiegung, der Vermont Bend, gab es früher eine Stakkahn, mit dem man über den Fluss setzen konnte, bevor 1829 in heutigen Stadtviertel St. Leonards von George Hobler von ‚’Killafaddy’’ die Hoblers Bridge gebaut wurde.
Das Gebiet North Esk war früher auch ein Wahlbezirk. Viele bekannte „Gentleman-Farmer“ lebten über die Zeit am Fluss. Einige Anwesen von historischer Bedeutung findet man noch heute an seinen Ufern, wie zum Beispiel Breaemar und Vermont knapp außerhalb von Launceston.
Strafgefangene mussten bis Anfang der 1850er-Jahre die Flussauen entwässern, nachdem sie kultiviert worden waren, damit sie nicht wieder versumpften.
Am North Esk River lagen auch die wichtigsten Hafenanlagen der Stadt Launceston, bis die Brücke an der Charles Street gebaut wurde. Am Südufer zwischen dem Old Seaport und der Victoria Bridge (am Südende der Invermay Road) gab es etliche Kaianlagen, deren Geschichte bis in die Zeit der ersten Besiedelung durch die Europäer zurückzuverfolgen war. Diese Kais wurden von Mehlmühlen, Brauereien, Wollhändlern und der Mount Mischoff Tin Smelter (einer Zinnschmelze) genutzt. Gegenüber, auf dem Nordufer, gab es weitere Kaianlagen, die über die Lindsay Street zugänglich waren. Dort gab es einen auf Schienen laufenden Ladekran, der auch ganze Eisenbahnwaggons ver- und entladen konnte. Weiter flussaufwärts waren noch kleinere Kais; die am weitesten oben am Fluss gelegene war die Dynamite Wharf für die Munitionslager auf den Glebe Flats. 